# Amir Ali Khan
Amir Khan (1768 - 1834) fou un cap de banda paixtu fill d'Haiyat Khan, un cap paixtu que servia al Rohilkhand i que va rebre algunes terres a Moradabad.
Va néixer a Sambhal al Rohilkhand i va estar com a mercenari al servei de diversos senyors locals i de funcionaris marathes, com encarregat de recaptar els impostos. El seu grup militar va agafar importància i va estar llavors al servei dels sobirans de Bhopal, Indore i Jaipur. El 1798 era comandant d'un exèrcit important al servei de Jaswant Rao Holkar, que li va donar el títol de nawab i el va enviar en campanya contra Sindhia el peshwa maratha, i contra els britànics; també se li va encarregar el reclutament i el cobrament de taxes a Rajputana i Malwa; en l'acord entre Amir Khan i Holkar es va establir que els dos homes es repartirien per igual el producte dels saquejos i les terres conquerides i per això el mateix any va rebre d'Holkar (Indore) el districte de Sironj. El 1799 va saquejar Saugor. Als seus dominis es van afegir Tonk i Pirawa el 1806, Nimbahera el 1809 i Chhabra el 1816. El 1809, aliat als pindaris, va projectar un atac a Berar però Gilbert Elliot-Murray-Kynynmound, Lord Minto es va anticipar enviant tropes a la zona. El 1817 disposava d'un exèrcit de 8000 infants i 20000 cavallers.
Quan els britànics van entrar a Malwa, Amir Kham, conscient de la força que tenien, els va enviar una delegació i es va voler posar sota el seu protectorat però en unes condicions que no foren acceptades pels britànics que li van oferir reconèixer les seves possessions però havia d'abandonar el sistema de saqueig i llicenciar el seu exèrcit de 52 batallons d'infanteria i el cos de cavalleria afganesa, i entregar l'artilleria excepte 40 canons; en canvi perdria les conquestes fetes als estats rajputs sota violència; Amir finalment va acceptar i el tractat es va signar el novembre de 1817. Cinc districtes van romandre al seu poder, als que els britànics van afegir la pargana de Rampura (després Aligarh) com a concessió lliure contra el pagament inicial de 3 lakhs (després suprimit). Aquestos territoris van formar el principat de Tonk.
Amir Khan va morir el 1834 i el va succeir el seu fill Wazir Muhammad Khan.